# 新米哈伊利夫斯凱 (五一城區)
47°48′12″N 30°44′11″E / 47.80333°N 30.73639°E
新米哈伊利夫斯凱（烏克蘭語：Новомихайлівське）是位於烏克蘭南部的村莊，由尼古拉耶夫州五一城區的弗拉迪伊夫卡市镇負責管轄。該村始建於1802年，面積1.52平方公里，海拔高度147米，2001年人口631，人口密度每平方公里415.1人。